# François-Honoré-Georges Jacob-Desmalter

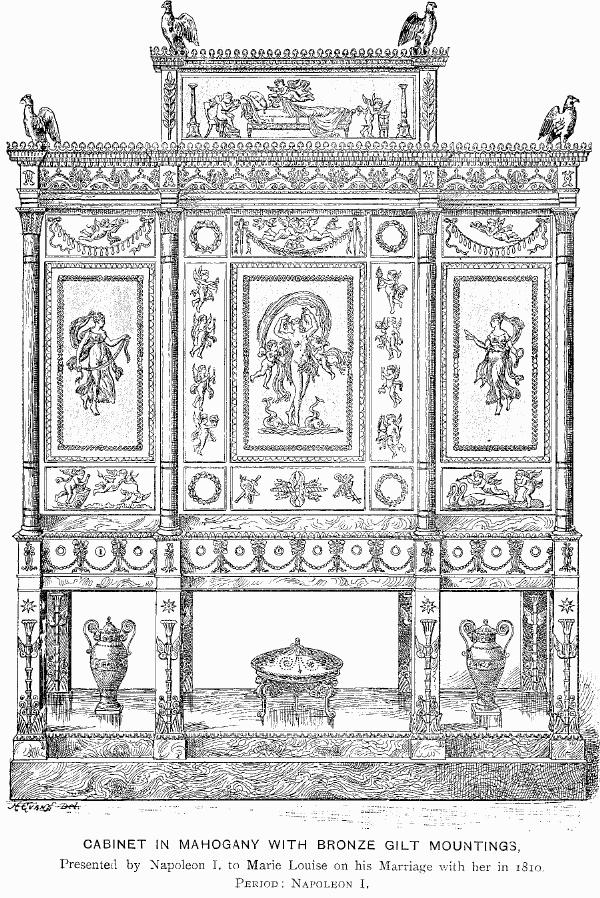
Juwelen-Kabinett, 1809–12 (Musée du Louvre)

François-Honoré-Georges Jacob-Desmalter (* 6. Januar 1770 in Paris; † 15. August 1841 in Paris) führte von 1796 bis 1825 eine der einflussreichsten und erfolgreichsten Möbelwerkstätten in Paris, die Jacob-Desmalter et Cie.

## Leben und Werk
Jacob-Desmalter war der Sohn von Georges Jacob, einem Kunstschreiner, der Möbel im Louis Seize-Stil (französischer Frühklassizismus) herstellte und für das französische Königshaus arbeitete. Er übernahm die väterliche Werkstatt gemeinsam mit seinem Bruder im Jahre 1796. Befreit von den Pariser Zunft-Restriktionen durfte die Werkstatt jetzt nicht nur gedrehte und geschnitzte Sitzmöbel herstellen, sondern auch furnierte Möbel. Nach dem Tod des Bruders gab Georges Jacob seinen Ruhestand auf. Die beiden bauten eine der größten Möbelwerkstätten im napoleonischen Paris auf. Sie gelten, zusammen mit ihrem Vater, als die Schöpfer des Empirestils
Möbel im Empire-Stil der Werkstatt hatten überwiegend ein Mahagoni-Furnier und waren mit Bronzeapplikationen verziert. Die Sitzmöbel waren häufig von antiken griechischen Vasen inspiriert und entsprechen den Klismos-Stühlen der Antike. Zu den Auftraggebern der Werkstatt gehörte unter anderem Pauline Bonaparte, Napoleons Schwester und die Kaiserinnen Joséphine de Beauharnais und Marie-Louise von Österreich. Zu den Schlössern, die mit Möbeln der Werkstatt ausgestattet wurden, zählen unter anderem Schloss Malmaison, Schloss Compiègne und Palais des Tuileries. Zu den wichtigsten Aufträgen gehört eine prächtige Wiege für den Napoleon-Sohn Napoleon Franz Bonaparte. Der teuerste Auftrag war ein Juwelen-Kabinett für die französische Kaiserin, das 1812 fertiggestellt wurde.
Auf Grund der großen wirtschaftlichen Abhängigkeit von dem Haus Napoleon, ging die Firma 1813 bankrott, da Napoleon seine Schulden nicht mehr begleichen konnte. Jacob-Desmalter gelang es jedoch die Firma wieder aufzubauen und begann ab 1815 wieder Aufträge anzunehmen. Die Werkstatt wurde von Jacob-Desmalter geführt, bis er sie an seinen Sohn Alphonse-George im Jahre 1825 übergab.

### Hocker für Napoleon

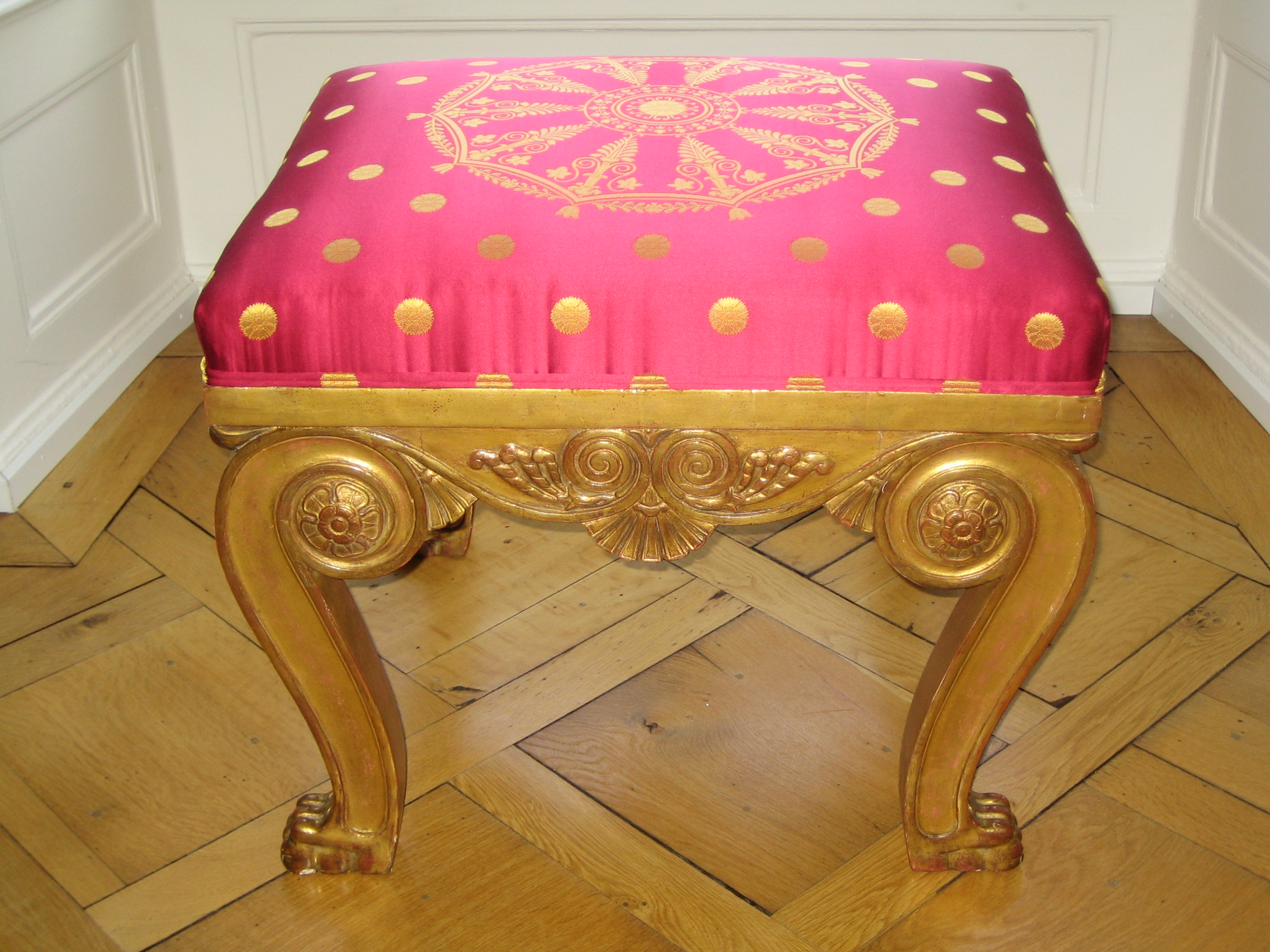
Hocker (franz. tabouret) aus der Werkstatt der Gebrüder Jacob in Paris: Holz, geschnitzt, verziert und vergoldet, auf Konsolfüssen in Form von Löwentatzen ruhend, 19. Jahrhundert, Epoche Empire, Paris um 1810. Auf der Unterseite der Inventarstempel des Palais des Tuileries.

Beim Hocker (franz. tabouret) für Napoleon handelt es sich um eines der berühmtesten Hocker-Modelle aus der Werkstatt der Gebrüder Jacob in der Rue Meslée in Paris (François-Honoré-Georges Jacob-Desmalter und sein Bruder Georges Jacob Fils).
Hocker nach diesem Modell wurden von den Gebrüdern Jacob im Auftrag von Kaiser Napoleon u. a. für das Schloss Compiègne, das Schloss Fontainebleau und das Palais des Tuileries gefertigt. Unter der Inventarnummer 1334 werden im 1811 erstellten Inventar von Schloss Compiègne 8 solcher Hocker erwähnt: Huit tabourets bois dorés pieds à cuisses à enroulement et rosaces dans le haut et griffes dans le bas, les dits garnis à épaisseur et couverts en brocards id aux canapés, encadrées d’un galon or fin, et avec cloux dorés sur galon d’or faux. Hauteur 50 c, longueur 60 c, profondeur 52 c.
Die Hocker für das Schloss Compiègne waren für den salon des premier appartement de prince bestimmt. Das Appartement war am 1. Juni 1808 bezugsbereit. Im Inventar von 1817 werden die Hocker noch aufgelistet. Im Inventar von 1825 werden sie nicht mehr erwähnt. Das Modell zu diesem Hocker existierte schon 1803 und wurde von den Gebrüdern Jacob im Rahmen der Möblierung von Schloss Compiègne wieder aufgenommen.
Die Form sowie die Dekoration dieses Hockers, vor allem der Beine, geht auf den Entwurf eines Tischfußes von Percier et Fontaine (Charles Percier und Pierre-François-Léonard Fontaine) zurück (Percier et Fontaine, Recueil de décorations intérieures, pl. XVI). Nach diesem Entwurf fertigten die Gebrüder Jacob ebenfalls die Arbeitstische von Napoleon u. a. im Schloss Malmaison, im Schloss Compiègne und im Schloss Fontainebleau.
Ein Hocker dieses Modells mit dem Schlagstempel der Gebrüder Jacob aus dem Schloss Saint-Cloud befindet sich heute in der Sammlung des Mobilier national in Paris, illustriert in E. Dumonthier: Les Sièges de Jacob Frères, Paris, 1921, p. 33.
Ein modellgleicher Hocker mit dem Brandzeichen von Schloss Compiègne (CP unter einer Krone in einem Oval) wurde am 23. Juni 2005 im Auktionshaus Christie’s in Paris für EUR 18.000.- verkauft (Auktion 5310/Lot 401).